# كريس أودونيل
كريس أودونيل (بالإنجليزية: Chris O'Donnell)‏(ولد 26 يونيو 1970) هو ممثل امريكى لعب ادور مهمة في مسلسلات أمريكية منها ان أي سي اس: لوس انجليس.
لعب دور تشارلي في فيلم عطر امرأة "Scent of a Woman" مع الممثل القدير الباتشينو

## حياته
ولد كريس في يننيتكا، ولاية إلينوي هو اصغر اخوانه السبعة هو من اصول أيرلندية ألمانية.

## فيلموغرافيا
الفرسان الثلاثة (فيلم 1993)

## وصلات خارجية
- كريس أودونيل على موقع IMDb (الإنجليزية)
- كريس أودونيل على موقع روتن توميتوز (الإنجليزية)
- كريس أودونيل على موقع ألو سيني (الفرنسية)
- كريس أودونيل على موقع تيرنر كلاسيك موفيز (الإنجليزية)
- كريس أودونيل على موقع أول موفي (الإنجليزية)
- كريس أودونيل على موقع بوكس أوفيس موجو (الإنجليزية)
- كريس أودونيل على موقع قاعدة بيانات برودواي على الإنترنت (الإنجليزية)
- كريس أودونيل على موقع قاعدة بيانات الأفلام السويدية (السويدية)
- كريس أودونيل على موقع إن إن دي بي (الإنجليزية)
- كريس أودونيل على موقع قاعدة بيانات الفيلم (الإنجليزية)
- Feature article on O'Donnell in June 2008 issue of Men's Vogue